# Gérard Filippelli
Gérard Filippelli (Párizs, 1942. december 12. – Argenteuil, 2021. március 30.) francia színész, énekes. A Les Charlots csoport tagja.

## Életútja
1964-ben 500 frankért vásárolt egy erősítőt egy amerikai katonától Châteauroux-ban. 1966-ban a Cinéma REX-ben lépett fel, és összebarátkozott Jean Sarrus-szal és Gérard Rinaldival. Ezt követően hangmenedzserként dolgozott nekik. Később megalakították a Les Charlots csoportot, amelynek 1997-ig volt a tagja. 1970-ben felesége autóbalesetben életét vesztette.

## Filmjei
- L'homme qui venait du Cher (1969, tv-film)
- La grande java (1971)
- Les saintes chéries (1971, tv-sorozat, egy epizósban)
- Bolondos újoncok (Les Bidasses en folie) (1971)
- A stadion őrültjei (Les Fous du stade) (1972)
- A Charlot-k bejárják Spanyolországot (Les Charlots font l'Espagne) (1972)
- A nagy kóceráj (Le grand bazar) (1973)
- Kétbalkezes jóakaró (Je sais rien, mais je dirai tout) (1973)
- A négy muskétás, avagy a lepel lehull (Les quatre Charlots mousquetaires) (1974)
- A négy muskétás, avagy majd mi megmutatjuk, bíboros úr! (Les Charlots en folie – À Nous Quatre, Cardinal!) (1974)
- Az újoncok háborúba mennek (Les bidasses s'en vont en guerre) (1974)
- Trop c'est trop (1975)
- Bons Baisers de Hong Kong (1975)
- Et vive la liberté! (1978)
- Les Charlots en délire (1979)
- Les Charlots contre Dracula (1980)
- Le retour des bidasses en folie (1983)
- Charlots connection (1984)
- Demain c'est dimanche (1985, tv-minisorozat, egy epizódban)
- Le Retour des Charlots (1992)
- Les Charlots Intime (2013, dokumentumfilm)